# Germania (compagnia aerea)
Germania (nome completo: Germania Fluggesellschaft mbH) è stata una compagnia aerea tedesca in attività dal 1986 al 2019. Di fatto assommava in sé almeno altri due vettori.

## Storia
Le origini possono essere ascritte a SAT Flug GmbH/Special Air Transport, fondata nell'aprile 1978. Aveva intrapreso attività charter il successivo 5 settembre con una modesta flotta di Fokker 27. Gli affari erano stati positivi tantoché l'azienda acquistò alcuni Aèrospatiale SE.210 "Caravelle" e poi anche Boeing 727, tutti rigorosamente sul mercato dell'usato. La crescita, forse un po' troppo impetuosa, aveva portato in sé i germi della crisi e, il 1° giugno 1986, si gettava nelle braccia della da poco fondata Germania. Questa rilevava immediatamente tutta l'attività e ne migliorava la qualità introducendo successivamente velìivoli più moderni quali Airbus A319, Airbus A321, Boeing 737 e Fokker 100.
Nell'aprile 1991 rilevava tutta l'attività di Berlin European UK, vettore regionale essenzialmente impegnato - come suggeriva il nome - nei collegamenti da e per la capitale tedesca.
Non ancora soddisfatta l'azienda fondava la sussidiaria Germania Express ("gexx") nel maggio 2003 e dal 1° giugno la incaricava di voli a basso costo, tutti operati con il Fokker 100. Questa iniziativa fu coronata da un modesto successo e l'azienda fu fatta confluire, un poco di forza, in Deutsche BA, aerolinea impegnata nei voli interni. Germania ne diventava il 28 marzo 2005 l'azionista di riferimento. Ma, anche in questo caso, l'attività non si dipanò molto bene e il pacchetto fu rivenduto dopo poco più di un anno.
Nell'agosto 2014, assieme ad Hotelplan, fu costituita l'affiliata svizzera Germania Flug A.G. dalle ceneri della precedente Holiday Jet. Le attività charter debuttarono nella primavera dell'anno successivo con Airbus A319 e Airbus A321. L'aerolinea mutò pelle dopo il fallimento di quella tedesca.
Nel 2018 cominciarono a filtrare voci che l'azienda aveva accumulato ingenti perdite negli ultimi anni, voci che l'azienda non riuscì a smentire. Ciò divenne di pubblico dominio quando, alla fine del gennaio 2019, non vennero pagati gli stipendi ai dipendenti. Era la vigilia del collasso: nella notte tra il 4 e il 5 Febbraio la compagnia pubblicò sul proprio sito internet un comunicato dichiarando il proprio stato di insolvenza.

## Flotta
A febbraio 2019 la flotta di Germania era così composta:

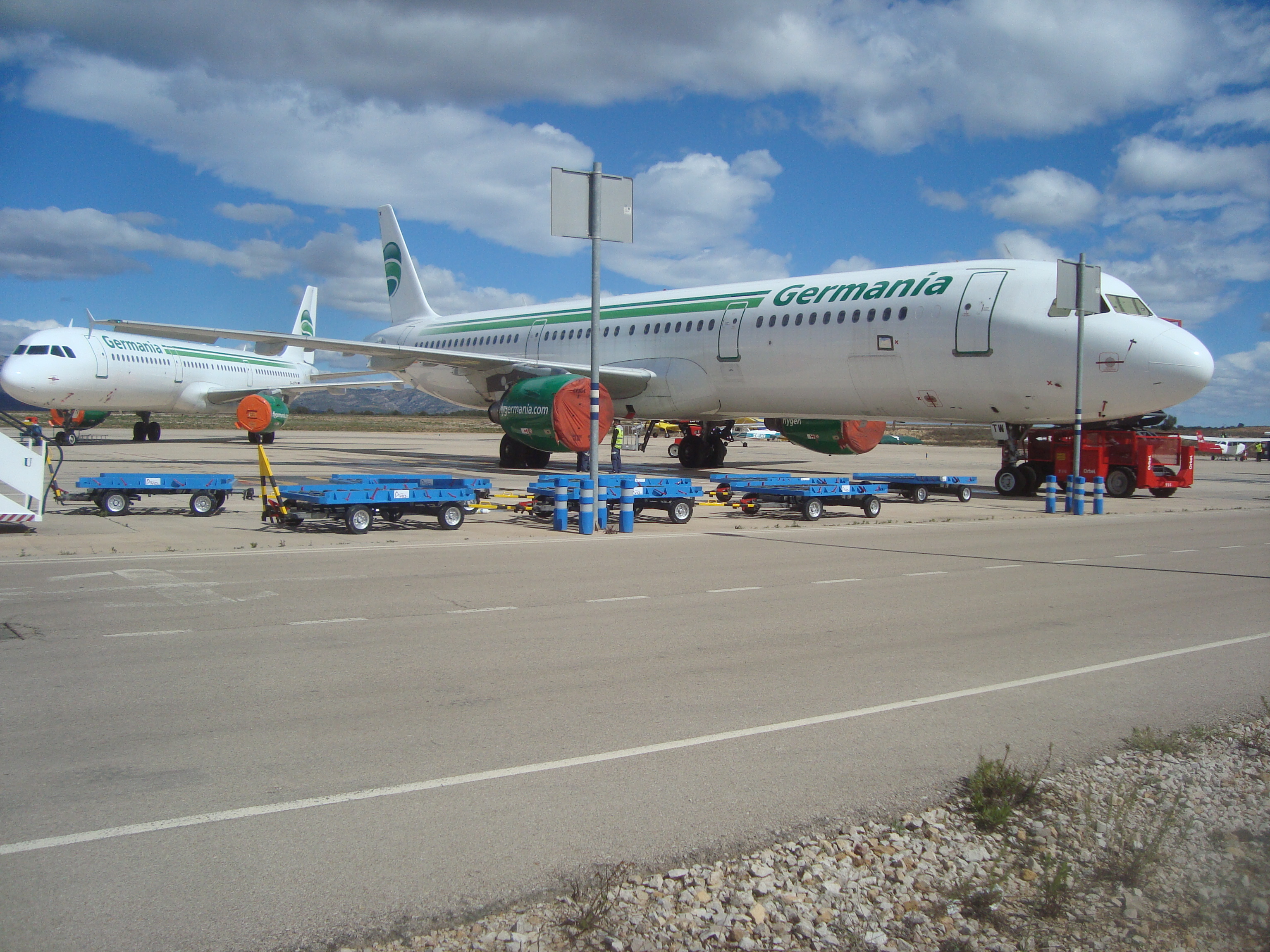
Airbus di Germania in sosta nell'aeroporto di Castellón.

| Aereo           | Numero | Ordini | Passeggeri | Note                                   |
| --------------- | ------ | ------ | ---------- | -------------------------------------- |
| Airbus A319-100 | 18     | —      | 144        |                                        |
| Airbus A319-100 | 18     | —      | 150        |                                        |
| Airbus A320neo  |        | 25     | 180        | Dovevano essere consegnati dal 2020    |
| Airbus A321-200 | 6      | —      | 215        |                                        |
| Boeing 737-700  | 4      | —      | 148        | Dovevano essere ritirati entro il 2019 |
| TOTALE          | 28     | 25     |            |                                        |